# 渡辺與八郎
渡辺 與八郎（わたなべ よはちろう、慶応2年5月1日（1866年6月13日） - 明治44年（1911年）10月29日）は、明治時代の博多の実業家。与八郎とも。

## 生涯
渡辺與一の長男。博多上西町に生まれる。祖父が始めた呉服太物屋「紙與」を経営する。明治30年（1897年）頃、福博商工会の会長として福岡市の商工業振興策に参加し、帝国大学を博多に誘致するため結成された「九州大学設置期成会」に五千円を運動資金として提供する。大学誘致の障害になっていた遊郭のある住吉の土地を買収し移転を援助するなどして大学誘致に成功した。博多を一周する電気鉄道（博多電気軌道）の設置を主唱するなど、福岡市発展の基礎を築いた。明治44年（1911年）10月、46歳で死去。
博軌電車沿線の天神より柳橋までは、開通と同時期に死去した故人をしのび、「渡辺通り」と名付けられた。